# Tramway de Brno
Le tramway de Brno, circule depuis 1900 dans la ville de Brno en République tchèque.

## Historique

### Histoire du tramway tiré par des chevaux (1869-1874)
Le 17 août 1869, une ligne de tramway tiré par des chevaux est mise en service à Brno, cinquième ville de l'Empire austro-hongrois de l'époque et première dans les terres tchèques. La première ligne menait de l'actuelle Moravské náměstí à l'auberge Semilasso, qui était alors située dans le village indépendant de Královo Pole, au nord du centre-ville. L'exploitant était la Brünner Tramway Gesellschaft für Personen und Frachtenverkehr (Compagnie de tramway de Brno pour le transport de passagers et de marchandises). Après le début de l'exploitation, 6 voitures étaient disponibles, et progressivement l'entreprise a acheté un total de 53 voitures particulières et 10 camions.
Le réseau ferroviaire s'est progressivement étendu (les lignes le long de l'actuelle rue Husová jusqu'à la Šilingrovo náměstí, l'extension à travers la gare centrale et la Mendlovo náměstí jusqu'à Pisárky, la ligne le long de la rue Cejl et l'embranchement de marchandises jusqu'à la gare de Rosice) et en 1870, il a atteint une longueur de 14,15 km. Trois dépôts ont été construits, aux terminus de Pisárky et Královo Pole et près du centre-ville, dans l'actuelle rue Marešova. Au début, les gens s'intéressaient aux transports (surtout en été), mais cela s'est rapidement estompé. De plus, le tarif était relativement élevé. En raison de son manque de rentabilité, l'opération a pris fin à l'automne 1874.
Le directeur de la compagnie de tramway de Prague, Bernhard Kollmann, exprima son intérêt pour faire des affaires à Brno. Il se rangea d'accord avec les conseillers, refusa de reprendre le matériel roulant de ses prédécesseurs (« en raison de la vétusté ») et relança l'exploitation du tramway hippomobile sous la nouvelle Brünner Tramway-Unternehmung (Administration des tramways de Brno) le 4 juin 1876.  D'abord de la gare centrale à Pisárky, un peu plus tard de la gare principale à Semilasso, c'est-à-dire sur le même itinéraire que l'une des lignes de la première période des tramways hippomobiles. Le tramway n'était en service qu'en été et un total de 13 voitures ouvertes (appelées été) étaient disponibles. En 1879, un essai d'une locomotive de tramway à vapeur a eu lieu à Brno, mais il a été constaté que la superstructure de la voie était totalement inadaptée à cette machine lourde. L'exploitation du tramway tiré par des chevaux a été interrompue le 3 octobre 1880 en raison de sa non-rentabilité.

### Tramway à vapeur (1884–1900)
Dès 1881, la ville était à la recherche d'un autre opérateur de tramway. L'un des prétendants les plus sérieux était Wilhelm von Lindheim, un partisan de la traction à vapeur et constructeur de chemins de fer urbains dans toute la monarchie autrichienne. Mais les négociations se sont poursuivies lentement. Ce n'est qu'en 1884 que les représentants de la ville parvinrent à un accord avec Lindheim. L'entrepreneur autrichien a immédiatement commencé à construire la ligne et le 31 mai 1884, l'exploitation a pu commencer sur la ligne Královo Pole – Hlavní nádraží – Pisárky (où se trouvait le dépôt). La même année, la circulation a commencé sur la bifurcation de l'actuelle rue Václavská vers le cimetière central, situé relativement loin au sud de la ville. Pendant deux ans, la compagnie de tramway s'est appelée Brünner Dampf-Tramway (Tramway à vapeur de Brno), en 1886, le nom a été changé en Brünner Local Eisenbahn Gesellschaft (Compagnie des chemins de fer locaux de Brno, en abrégé BLEG).
Le tramway à vapeur n'avait plus de problèmes de rentabilité. La raison en était le nombre de voies de transport de marchandises menant des voies aux usines situées à proximité. Peu à peu, 15 locomotives de tramway et 31 voitures de remorquage (dont huit ont été reprises à partir de la deuxième période des tramways hippomobiles) sont apparues en service.

### Les tramways électriques sous l'Empire austro-hongrois (1900-1918)
En 1898, BLEG vendit l'exploitation du tramway à la compagnie d'électricité autrichienne Union à Vienne (Oesterreichische Union Elektrizitäts – Gesellschaft in Vienna, OeUEG), qui, après avoir conclu un contrat avec la ville, commença à électrifier l'ensemble du réseau ferroviaire (c'est-à-dire les lignes Královo Pole – Pisárky et Václavská – Ústřední hřbitov). L'exploitation du tramway à vapeur a pris fin le 21 juin 1900. Cependant, même à ce moment-là, les locomotives à vapeur n'ont pas disparu des rues de Brno. Certaines d'entre elles ont continué à être utilisées pour le transport de marchandises, car les voies de garage n'étaient pas électrifiées au départ. La locomotive Caroline est restée en service le plus longtemps (jusqu'en 1914). À partir de l'année suivante, il était à nouveau en service (mais cette fois-ci, il appartenait à la Supervision militaire de la construction Après la déclaration de la république, il est devenu la propriété de Zbrojovka Brno, qui l'a transféré sur sa voie d'évitement ferroviaire en 1926.
Grâce au système de fonctionnement du tramway à vapeur, la traction électrique a été introduite à Brno plusieurs années plus tard que dans d'autres villes (le premier tramway électrique expérimental a été lancé à Prague en 1891, les tramways urbains classiques sont apparus pour la première fois à Teplice en 1895). L'exploitation électrique à Brno a été lancée dans le transport de passagers le 21 juin 1900 sur deux lignes électrifiées du tramway à vapeur d'origine. En septembre de la même année, la société anonyme Gesellschaft der Brünner Elektrischen Strassenbahnen (Société des tramways électriques de Brno, GBES) a été créée, détenue par la ville de Brno, l'OeUEG viennoise et AEG Berlin, et qui est devenue l'exploitant des tramways de Brno. Le dépôt de Pisárky a été reconstruit pour le tramway électrique, et un nouveau dépôt a été construit à Královo Pole.
Au cours des six premières années d'exploitation, le squelette de base du réseau de tramway actuel a été construit. La première ligne à être mise en service en 1900 allait de l'actuelle Náměstí Svobody à travers les rues Kobližná et Cejl jusqu'à Zábrdovice jusqu'au pont sur la rivière Svitava. En 1901 et 1902, l'exploitation a été lancée le long des rues Křenová, Komárov, Veveří et Údolní jusqu'à la partie inférieure de l'actuel quartier Masaryk. L'année suivante, il s'agissait de la ligne reliant l'actuelle place Moravie à la rue Drobného (alors le dernier arrêt Sadová) et le tronçon Mendlovo náměstí – place Šilingrovo, qui a été prolongé jusqu'au centre-ville jusqu'à l'actuelle Náměstí Svobody en 1906. À la fin de l'année 1906, il y avait cinq lignes de tramway à Brno, qui étaient marquées par des lampes colorées. Ce n'est qu'en 1913 qu'il a été marqué de numéros.
En 1900, 41 voitures et 12 remorqueurs ont été livrés de l'usine de wagons de Graz pour le début de l'exploitation des tramways électriques. 29 autres ascenseurs ont été repris de l'exploitation du tramway à vapeur après des modifications. Au fil des ans, GBES acheta d'autres autocars : sept en 1903 et 1904 à l'usine d'ingénierie Lederer et Porges (aujourd'hui Štýrské Hradec), six en 1911 (fabriqués à Graz) et trois en 1915 (produits de l'usine de wagons de Studénka). La seule expansion de la flotte de remorquage a eu lieu en 1915, lorsque 12 remorques d'occasion construites à l'origine pour un tramway tiré par des chevaux à Vienne en 1882 ont été achetées.
Quatre locomotives de tramway à vapeur ont d'abord été utilisées pour le transport de marchandises. En 1908, la plupart des voies de garage ont été électrifiées, de sorte que deux locomotives électriques ont été achetées. La troisième a été livrée en 1909 et la quatrième en 1917. La dernière locomotive à vapeur a été mise hors service en 1914 après que la dernière voie d'évitement ait été chariot.
Au cours des années suivantes, les lignes ont été principalement reconstruites et à double voie, et en 1910, la première boucle de tramway a été ouverte à Brno, au terminus de Pisárky. Pendant la Première Guerre mondiale, les tramways étaient utilisés pour transporter les soldats blessés de la gare aux infirmeries situées dans la ville. En conséquence, en 1915, la ligne de la rue Veveří a été partiellement prolongée pour le transport de passagers. Cependant, l'opération a souffert pendant la guerre, les travailleurs ont été pour la plupart enrôlés au front et leur place a dû être prise par des femmes, des adolescents et des retraités. Il y avait une pénurie de matériaux et de pièces de rechange, et malgré l'augmentation du nombre de passagers, une grande partie des tramways ont été mis hors service car inutilisables. À la fin de la guerre, l'opération est totalement irrégulière.
L'apogée des tramways de Brno
Un tramway historique des séries 104 à 108 pendant les célébrations Après l'établissement de la République tchécoslovaque, la Compagnie des chemins de fer urbains de Brno est devenue l'opérateur du réseau. Sa tâche principale était d'améliorer l'état du réseau d'une longueur totale de 23 km, qui tombait progressivement en ruine. Dans les nouvelles conditions, son réaménagement a commencé. À partir de 1924, les lignes se succèdent ; le tramway a commencé à circuler, entre autres, vers Žabovřesky, Židenice, Obřany, Řečkovice et d'autres villages nouvellement reliés. Par conséquent, un nouveau dépôt a été construit à Husovice. À la fin des années 1930, presque aucune nouvelle ligne n'a été construite (il y a des exceptions – par exemple l'extension à Žabovřesky), mais les lignes existantes étaient à double voie (8 lignes en service en 1938). Le réseau s'est développé pendant la Seconde Guerre mondiale. des lignes ont été créées, comme sous Petrov le long de la rue Husova ou vers Černá Pole. En 1942, le chemin de fer local Černovice – Líšeň (chemin de fer classique) a été repris, en un an et demi, il a été électrifié et reconstruit en ligne de tramway.
Po vzniku ČSR se stala provozovatelem sítě Společnost brněnských pouličních drah. Jejím hlavním úkolem bylo zlepšit stav sítě celkové délky 23 km, která postupně chátrala. V nových poměrech začal její opětovný rozvoj. Od roku 1924 se stavěla jedna trať za druhou; tramvaj začala jezdit mj. do Žabovřesk, Židenic, Obřan, Řečkovic a do dalších nově připojených obcí. Proto byla vystavěna nová vozovna v Husovicích. Koncem 30. let se nové tratě téměř nestavěly (jsou i výjimky – např. prodloužení v Žabovřeskách), ale zdvojkolejňovaly se ty stávající (1938 v provozu 8 linek). Další rozvoj sítě nastal za druhé světové války; vznikly tratě jako např. pod Petrovem po Husově ulici nebo do Černých Polí. V roce 1942 byla převzata místní dráha Černovice – Líšeň (klasická železnice), během roku a půl byla elektrifikována a přestavěna na trať tramvajovou.

### Période d'après-guerre (jusqu'en 1989)
Après la libération de la Tchécoslovaquie, l'exploitation du réseau de tramway (long de 74,6 km) a été rétablie pendant plusieurs mois. Le dépôt incendié de Pisárky a dû être remis en service, les wagons et la ligne de tramway ont dû être réparés (60 % du réseau a été endommagé). Une locomotive de tramway à vapeur Caroline a également été utilisée (pour l'enlèvement des débris et le transport d'urgence des passagers). En 1947, la première ligne d'après-guerre vers Komín a été construite. L'ancien dépôt de Královo Pole a été reconstruit en sous-station (1953-1954). Dans le même temps, la construction d'un nouveau dépôt moderne à Medlánky a commencé. En 1964, la ligne de Stránská skála à Líšeň (à l'origine un chemin de fer local) a été supprimée. Deux ans plus tard, un nouveau pont a été ouvert, sur lequel la ligne de la Mendlovo náměstí au centre d'exposition a été transférée. Le 31 mars 1967, l'exploitation du transport de marchandises a pris fin, qui à partir de 1909 était assurée (jusqu'en 1914 toujours en alternance avec des locomotives à vapeur) par quatre locomotives de tramway électriques achetées progressivement.
L'ancien dépôt de Královo Pole a été reconstruit en sous-station (1953-1954). Dans le même temps, la construction d'un nouveau dépôt moderne à Medlánky a commencé. En 1964, la ligne de Stránská skála à Líšeň (à l'origine un chemin de fer local) a été supprimée. Deux ans plus tard, un nouveau pont a été ouvert, sur lequel la ligne de la place Mendel au centre d'exposition a été transférée. Le 31 mars 1967, l'exploitation du transport de marchandises a pris fin, qui à partir de 1909 était assurée (jusqu'en 1914 toujours en alternance avec des locomotives à vapeur) par quatre locomotives de tramway électriques achetées progressivement.
Au début des années 1950, les derniers véhicules à deux essieux (désignés 4MT selon l'équipement électrique) ont été livrés de Královopolská strojírna. En 1958, la flotte a été complétée par les premiers tramways à quatre essieux de la série T de ČKD (Tatra T2, plus tard Tatra T3 ; les tramways T1 n'ont jamais circulé à Brno). À partir de 1967, ils ont été complétés par des véhicules articulés Tatra K2. En 1968, il y avait déjà 17 lignes permanentes en service pour une longueur totale de 157,7 km.
À partir de la fin des années 1960, des lignes ferroviaires à grande vitesse modernes ont été construites vers de nouveaux lotissements à Brno (le premier chemin de fer à grande vitesse, le tronçon Komín – Bystrc reconstruit, a été mis en service en 1969). En 1971, le dépôt de Husovice a mis fin à l'exploitation du tramway et a été laissé aux trolleybus. Depuis 1977, des tramways circulent également sur la ligne interurbaine vers Modřice. D'autre part, au milieu des années 1980, la ligne passant par Židenice a été annulée et raccourcie en boucle de Stará Osada. À la fin des années 80 et dans les années 90, la nouvelle ligne vers Líšeň avec l'arrêt de métro Jírova a été progressivement prolongée.
Dans le but de soulager les lignes surchargées dans le centre (dans les rues Pekařská et Husova ; la ligne Mendlovo náměstí – Česká), la possibilité de construire un tunnel de tramway sous la colline Špilberk entre la partie inférieure de la rue Pekařská et l'intersection des rues Joštova et Marešova a été envisagée à la fin des années 1970. Le tunnel devait mesurer 650 m de long et être construit selon un profil de 10×10 m. En 1978, l'excavation de la galerie exploratoire de la base gauche de la rue Pekařská a commencé, mais après que moins de 510 m aient été creusés, les travaux ont été arrêtés en 1979, probablement en raison de défauts structurels des bâtiments des rues Pellicova et Sladová. Aujourd'hui, dans la rue Pekařská n° 90, il y a un espace visible entre les maisons et l'entrée du tunnel envahi par la végétation.
En 1974, l'exploitation des anciens tramways à deux essieux a été arrêtée, depuis lors, seules les voitures du concept PCC circulent. En 1978, les tramways de type T3 ont commencé à être attelés à des ensembles de véhicules. Le problème s'est posé avec les voitures T2, dont l'équipement électrique n'était pas compatible avec les voitures T3. Ces tramways n'ont jamais été regroupés en trains à Brno. Cependant, ils ont été reconstruits dans le cadre des révisions du type T2R, qui pouvaient déjà être combinés en trains, à la fois deux voitures T2R et une combinaison de T2R + T3. Dans les cas où le T2 accidenté a reçu la face avant ou arrière utilisée dans le type T3 lors de la réparation, ce qui l'a fait ressembler au nouveau type T3 à première vue. Même les véhicules réparés de cette manière étaient conduits dans des trains. Les premiers véhicules du nouveau type, les tramways Tatra KT8D5 à trois articulations, ont été livrés à Brno en 1986 (il y avait deux tramways de la série d'essai), d'autres n'ont été achetés qu'en 1990.

### Les tramways de Brno dans de nouvelles conditions
En 1994, une ligne le long de l'ancienne « bretelle d'accès » – avenue Renneská – jusqu'au crématorium a été mise en service, ce qui a simplifié le transport des lotissements de Starý Lískovec et Bohunice au centre de Brno. Avec l'introduction du tarif de transfert le 1er janvier 1995 en septembre de la même année, l'ensemble du transport urbain a été réorganisé, au cours duquel le nombre de lignes de tramway a été réduit de 22 à 13. En 1998, la ligne Líšeň a été prolongée d'un arrêt jusqu'au terminus souterrain Jírova. Depuis 1999, les tramways ont cessé de circuler sur la Náměstí Svobody dans le centre-ville. Un autre changement dans le réseau de tramway a eu lieu à la fin de 2004, lorsque les tramways ont commencé à circuler de la station terminale Líšeň Jírova un arrêt plus loin jusqu'au terminal Mifkova, également au centre-ville. Le 1er novembre 2006, une ligne de tramway régulière a été relancée à travers la Náměstí Svobody. En mai 2008, un nouveau tronçon de tramway a été mis en service, lorsque la ligne de Královo Pole a été prolongée du Technické muzeum (la boucle existante a été supprimée à l'automne 2007 en raison de modifications apportées au saut-de-mouton) d'un arrêt jusqu'à la nouvelle boucle Technologický park, qui a été mise en service en mai 2008. La connexion de cette nouvelle boucle au dépôt de Medlánky, qui ne dépend plus d'une seule ligne le long de la rue Palackého pour se connecter au centre-ville est également importante.
Dne 11. března 2018 byl v souvislosti s přestavbou ulic Dornych a Plotní zastaven provoz na tramvajové trati ulicí Dornych od smyčky Zvonařka směrem do Komárova. Provoz na Dornychu již nebyl obnoven, nová trať byla následně postavena v souběžné ulici Plotní. S postupem prací ve zmíněných ulicích byl 29. června 2018 ukončen tramvajový provoz i na zbývajícím úseku Dornychu mezi zastávkou Úzká a smyčkou Zvonařka, která následně zanikla. V říjnu 2019 byla zahájena stavba trati Osová – Nemocnice Bohunice, v lednu 2021 došlo k započetí stavebních prací na přeložce v Žabovřeské ulici, včetně nového tramvajového tunelu pod Wilsonovým lesem. Dne 1. července 2021 byl zahájen provoz na trati v ulici Plotní, čímž byl obnoven tramvajový provoz od hlavního nádraží do Komárova. Nová trať Osová – Nemocnice Bohunice, vedená převážně hloubeným tunelem a zakončená úvraťově, byla zprovozněna 11. prosince 2022. Dne 1. května 2023 byla uvedena do provozu přeložka rychlodrážní tratě v Žabovřeské ulici. Tento úsek byl kvůli stavbě Velkého městského okruhu přeložen do raženého tunelu pod Wilsonovým lesem. Le 1er juillet 2021, l'exploitation de la ligne de la rue Plotní a été lancée, ce qui a rétabli l'exploitation du tramway de la gare centrale à Komárov. La nouvelle ligne Osová – Hôpital Bohunice, qui traverse principalement un tunnel excavé et se termine au point mort, a été mise en service le 11 décembre 2022. Le 1er mai 2023, le déplacement de la ligne ferroviaire à grande vitesse dans la rue Žabovřeská a été mis en service. Cette section a été déplacée dans un tunnel sous la forêt de Wilson en raison de la construction de l'autoroute de Brno.

## Exploitation

### Réseau
Lignes actuelles
| Ligne | Terminus                                       | Longeur en kilomètres |
| ----- | ---------------------------------------------- | --------------------- |
| 1     | Řečkovice – Bystrc, Ečerova                    | 19.21                 |
| 2     | Stará osada – Modřice, smyčka                  | 11,65                 |
| 3     | Stará osada – Bystrc, Rakovecká                | 11,52                 |
| 4     | Náměstí Míru – Obřany, Babická                 | 9,18                  |
| 5     | Štefánikova čtvrť – Ústřední hřbitov, smyčka   | 7,61                  |
| 6     | Královo Pole, nádraží – Starý Lískovec         | 10,96                 |
| 7     | Lesná, Zemědělská – Starý Lískovec, smyčka     | 10,75                 |
| 8     | Líšeň, Mifkova – Nemocnice Bohunice            | 13,67                 |
| 9     | Lesná, Čertova rokle – Juliánov                | 8.76                  |
| 10    | Stránská skála, smyčka – Vozovna Komín, smyčka | 14,93                 |
| 12    | Technologický park – Komárov                   | 8,21                  |

### Itineraire
Ligne 1: Řečkovice – Filkukova – Kořískova – Hudcova – Tylova – Semilasso – Husitská – Jungmannova – Kartouzská – Šumavská – Hrnčířská – Pionýrská – Antonínská – Moravské náměstí – Malinovského náměstí – Hlavní nádraží – Nové sady – Hybešova – Václavská – Mendlovo náměstí – Výstaviště, hlavní vstup – Výstaviště, vstup G2 – Arena Brno – Pisárky – Bráfova – Stránského – Vozovna Komín – Svratecká – Branka – Podlesí – Kamenolom – Zoologická zahrada – Přístaviště – Kubíčkova – Ondrouškova – Bystrc, Ečerova
Ligne 2: Stará osada – Kuldova – Vojenská nemocnice – Tkalcovská – Körnerova – Malinovského náměstí – Hlavní nádraží – Nové sady – Hybešova – Václavská – Poříčí – Nemocnice Milosrdných bratří – Celní – Hluboká – Ústřední hřbitov – Bohunická – Ořechovská – Moravanské lány – Moravanská – Modřická cihelna – Modřice, Tyršova – Modřice, smyčka
Ligne 3: Stará osada – Kuldova – Vojenská nemocnice – Jugoslávská – Dětská nemocnice – Náměstí 28. října – Moravské náměstí – Česká – Grohova – Konečného náměstí – Rybkova – Tábor – Králova – Burianovo náměstí – Mozolky – Rosického náměstí – Sochorova – Vozovna Komín – Svratecká – Branka – Podlesí – Kamenolom – Zoologická zahrada – Přístaviště – Bystrc, Rakovecká
Ligne 4: Náměstí Míru – Všetičkova – Úvoz – Obilní trh – Komenského náměstí – Česká – Náměstí Svobody – Zelný trh – Hlavní nádraží – Malinovského náměstí – Körnerova – Tkalcovská – Trávníčkova – Mostecká – Vozovna Husovice – Náměstí Republiky – Tomkovo náměstí – Cacovická – Maloměřický most – Proškovo náměstí – Obřanská, u školy – Čtvery hony – Obřanský most – Obřany, Babická
Ligne 5: Štefánikova čtvrť – Venhudova – Zdráhalova – Jugoslávská – Dětská nemocnice – Náměstí 28. října – Moravské náměstí – Česká – Šilingrovo náměstí – Nemocnice u sv. Anny – Mendlovo náměstí – Poříčí – Nemocnice Milosrdných bratří – Celní – Hluboká – Ústřední hřbitov – Ústřední hřbitov, smyčka
Ligne 6: Královo Pole, nádraží – Semilasso – Husitská – Jungmannova – Kartouzská – Šumavská – Hrnčířská – Pionýrská – Antonínská – Moravské náměstí – Česká – Šilingrovo náměstí – Nemocnice u sv. Anny – Mendlovo náměstí – Poříčí – Nemocnice Milosrdných bratří – Celní – Krematorium – Běloruská – Švermova – Osová – Karpatská - Dunajská – Starý Lískovec, smyčka
Ligne 7: Lesná, Zemědělská – Tomanova – Jugoslávská –Tkalcovská – Körnerova – Malinovského náměstí – Hlavní nádraží – Nové sady – Soukenická – Křídlovická – Vojtova – Vsetínská – Krematorium – Běloruská – Švermova – Osová – Karpatská - Dunajská – Starý Lískovec, smyčka
Ligne 8: Líšeň, Mifkova – Jírova – Kotlanova – Masarova – Novolíšeňská – Líšeňská – Bílá hora – Bělohorská – Krásného – Židovský hřbitov – Geislerova – Životského – Masná – Vlhká – Hlavní nádraží – Nové sady – Soukenická – Křídlovická – Vojtova – Vsetínská – Krematorium – Běloruská – Švermova – Osová - Západní brána - Nemocnice Bohunice
Ligne 9: Lesná, Čertova rokle – Halasovo náměstí – Fügnerova – Bieblova – Lesnická – Zemědělská – Tomanova – Jugoslávská – Dětská nemocnice – Náměstí 28. října – Moravské náměstí – Česká – Náměstí Svobody – Zelný trh – Hlavní nádraží – Vlhká – Masná – Životského – Geislerova – Buzkova – Otakara Ševčíka – Dělnický dům – Juliánov
Ligne 10: Stránská skála, smyčka - Stránská skála - Podstránská - Krásného - Židovský hřbitov - Geislerova - Životského - Masná - Vlhká - Hlavní nádraží - Malinovského náměstí - Česká - Grohova - Konečného náměstí - Rybkova - Tábor - Králova - Burianovo náměstí - Mozolky - Rosického náměstí - Sochorova - Vozovna Komín - Vozovna Komín, smyčka
Ligne 12: Technologický park – Technické muzeum – Červinkova – Skácelova – Dobrovského – Tererova – Klusáčkova – Nerudova – Konečného náměstí – Grohova – Česká – Šilingrovo náměstí – Nové sady – Hlavní nádraží – Úzká – Autobusové nádraží – Železniční – Konopná – Komárov

### Matériel roulant
| Image | Type        | Quantité | Début de livraison |
| ----- | ----------- | -------- | ------------------ |
|       | Tatra T3    | 42       | 1963               |
|       | Tatra K2    | 1        | 1967               |
|       | Tatra KT8D5 | 29       | 1986               |
|       | Tatra T6A5  | 40       | 1997               |
|       | Škoda 03 T  | 13       | 2003               |
|       | Tatra K3R-N | 4        | 2004               |
|       | Vario LF    | 32       | 2006               |
|       | Škoda 13 T  | 49       | 2007               |
|       | Vario LF2   | 32       | 2008               |
|       | EVO2        | 35       | 2020               |
|       | Škoda 45 T  | 5        | 2022               |